# Locha diaphana
Locha diaphana là một loài bướm đêm trong họ Geometridae.